# Brenda Song
Brenda Song (ur. 27 marca 1988 w Carmichael) – amerykańska aktorka i piosenkarka pochodzenia azjatyckiego (ojciec Brendy jest Hmongiem, natomiast matka Tajką adoptowaną przez rodzinę Hmongów).

## Życiorys
Swoją karierę w show biznesie rozpoczynała od występów w charakterze dziecięcej modelki. Po wzięciu udziału wielu reklamach i rolach telewizyjnych w 2001 roku otrzymała nagrodę Young Artist Award za rolę Samanthy Kwan w filmie The Ultimate Christmas Present (2000) tym samym był to jej debiut w filmie Disneya. Po tym sukcesie zaczęła występować w fabularnych filmach dla młodzieży, w tym Magiczne buty (2002) czy Poszlaka (2002).
W 2005 roku została nominowana do nagrody Emmy za rolę London Tipton w serialu Nie ma to jak hotel. Została również nominowana do nagrody Asian Excellence w kategorii najlepszej aktorki w serialu komediowym. W 2006 roku Brenda przez magazyn Cosmogirl została nazwana Królową Disneya ze względu na jej aktorski wkład w kanał.
Jej sława wzrosła jeszcze bardziej po zagraniu tytułowej roli w filmie Wendy Wu. Film był jednym z najlepiej ocenionych Disney Channel Original Movie, a w czasie premiery przyciągnął przed ekrany 5,7 milionów widzów. W 2012 roku zagrała Natalie w filmie science fiction Boogie Town.
Wystąpiła także gościnnie w filmowej biografii Marka Zuckerberga.

## Życie prywatne
W maju 2010 ujawniła swój związek z Trace'em Cyrusem, bratem piosenkarki Miley Cyrus. Zaręczyli się w październiku 2011, ale już w styczniu 2012 się rozstali. Ponownie zaczęli się spotykać na początku 2013, jednak ostatecznie zakończyli związek w 2017.
Od 2017 jest w związku z aktorem Macaulayem Culkinem, z którym ma dwoje dzieci, syna Dakotę (ur. 5 kwietnia 2021) i drugie urodzone w grudniu 2022.

## Filmografia

### Filmy
| Rok  | Film                             | Rola                             | Uwagi                    | Źródło |
| ---- | -------------------------------- | -------------------------------- | ------------------------ | ------ |
| 1995 | Requiem                          | Młoda Fong                       |                          | [ 11 ] |
| 1996 | Muskularny święty Mikołaj        | Susan                            |                          | [ 11 ] |
| 1997 | Wiercipięta                      | Susan Acustis                    |                          | [ 11 ] |
| 1998 | Blade: Wieczny łowca             | Dziewczynka, zakładniczka Frosta | Niewymieniona w czołówce | [ 11 ] |
| 1999 | 100 dobrych uczynków             | Sariffa Chung                    |                          | [ 11 ] |
| 2000 | Odlotowy prezent gwiazdkowy      | Samantha Kwan                    | film TV                  | [ 11 ] |
| 2002 | Magiczne buty                    | Reg Stevens                      |                          | [ 11 ] |
| 2002 | Poszlaka                         | Jennifer                         | film TV                  | [ 11 ] |
| 2004 | Ucieczka z przedmieścia          | Natasha Kwon-Schwartz            | film TV                  | [ 11 ] |
| 2004 | Historia Kopciuszka              | Kelly Anderson                   |                          | [ 11 ] |
| 2006 | Wendy Wu                         | Wendy Wu                         | film TV                  | [ 11 ] |
| 2007 | Wskakuj!                         | Kibic                            | film TV                  | [ 11 ] |
| 2008 | Przesyłka specjalna              | Alice Cantwell                   |                          | [ 11 ] |
| 2008 | Wycieczka na studia              | Nancy                            | film TV                  | [ 11 ] |
| 2010 | The Social Network               | Christy Lee                      |                          | [ 11 ] |
| 2011 | The Little Engine that Could     | Błyszczący Pociąg Pasażerski     | Głos                     | [ 11 ] |
| 2011 | Nie ma to jak bliźniaki: Film    | London Tipton                    |                          | [ 11 ] |
| 2011 | Wielkie zawody w Przystani Elfów | Chloe                            | głos                     | [ 11 ] |
| 2012 | First Kiss                       | Samantha                         | krótkometr.              | [ 11 ] |
| 2012 | Boogie Town                      | Natalie                          |                          | [ 11 ] |
| 2015 | Take It from Us                  | Caitlin                          | film TV                  | [ 11 ] |
| 2017 | Angry Angel                      | Allison Pyke                     |                          | [ 11 ] |
| 2019 | Secret Obsession                 | Jennifer Williams                |                          | [ 11 ] |
| 2019 | Changeland                       | Pen                              |                          |        |

### Seriale
| Rok        | Film                                 | Rola              | Uwagi          | Źródło |
| ---------- | ------------------------------------ | ----------------- | -------------- | ------ |
| 1994-1995  | Thunder Alley                        | Polly             | 2 odc.         | [ 11 ] |
| 1996       | Small Talk                           | Panelist          | 5 odc.         | [ 11 ] |
| 1999       | Once and Again                       | Chrissy           |                | [ 11 ] |
| 1999       | MADtv                                | Trick-or-Treater  |                | [ 11 ] |
| 1999       | Popular                              | Mandy Shepherd    |                | [ 11 ] |
| 2000       | Siódme niebo                         | Cynthia           | 1 odc.         | [ 11 ] |
| 2001       | Bette                                | Stacey            | 1 odc.         | [ 11 ] |
| 2001       | Ostry dyżur                          | Lynda An          | 1 odc.         | [ 11 ] |
| 2001       | Potyczki Amy                         | Vanessa Pran      | 1 odc.         | [ 11 ] |
| 2002       | The Bernie Mac Show                  | Shannon           |                | [ 11 ] |
| 2002       | George Lopez                         | Jennifer          | 1 odc.         | [ 11 ] |
| 2002       | The Brothers García                  | Jenny             | 1 odc.         | [ 11 ] |
| 2003       | Świat Raven                          | Amber             | 1 odc.         | [ 11 ] |
| 2003       | One on One                           | Asanti            | 1 odc.         | [ 11 ] |
| 2005-2008  | Nie ma to jak hotel                  | London Tipton     |                | [ 11 ] |
| 2006       | Filip z przyszłości                  | Tia               |                | [ 11 ] |
| 2006       | Amerykański smok Jake Long           | Tracey            | głos           | [ 11 ] |
| 2007       | Nowa szkoła króla                    | Dancing queen     | głos           | [ 11 ] |
| 2008-2011  | Suite Life: Nie ma to jak statek     | London Tipton     | gł. rola       | [ 11 ] |
| 2009       | Fineasz i Ferb                       | Wendy             | Głos, 1 odc.   | [ 11 ] |
| 2009       | Czarodzieje z Waverly Place          | London Tipton     | 1 odc.         | [ 11 ] |
| 2009       | Hannah Montana                       | London Tipton     | 1 odc.         | [ 11 ] |
| 2012       | Key & Peele                          | Purple Falcon     | 1 odc.         | [ 11 ] |
| 2012–13    | Skandal                              | Alissa            |                | [ 11 ] |
| 2013       | Jess i chłopaki                      | Daisy             | 4 odc.         | [ 11 ] |
| 2013–14    | Ojcowie                              | Veronica          | gł. rola       | [ 11 ] |
| 2014, 2018 | Robot Chicken                        |                   | głosy, 2 odc.  | [ 11 ] |
| 2014       | The League                           | Rosette           | 1 odc.         | [ 11 ] |
| 2015       | Miles z przyszłości                  | Frida             | głos, 3 odc.   | [ 11 ] |
| 2015       | Scenki z życia                       | Bonnie            | 1 odc.         | [ 11 ] |
| 2016–17    | Czysty geniusz                       | Angie Cheng       | 13 odc.        | [ 11 ] |
| 2017       | Superstore                           | Kristen           | 2 odc.         | [ 11 ] |
| 2018       | Jednostka 19                         | JJ                | 5 odc.         | [ 11 ] |
| 2019       | Płazowyż                             | Anne Boonchuy     | głos, gł. rola | [ 11 ] |
| 2022       | The Proud Family: Louder and Prouder | Vanessa Vue       | głos           | [ 11 ] |
| 2023       | Blue Eye Samurai                     | Księżniczka Akemi | głos           |        |

## Gry komputerowe
- 2022: The Quarry – Kaitlyn Ka[12]